# Институције Европске уније
Институције Европске уније су седам главних органа Европске уније (ЕУ) за доношење одлука. Они су, како је наведено у члану 13 Уговора о Европској унији:
- Европски парламент,
- Европски савет (шефови држава или влада),
- Савет Европске уније (национални министари, Савет за сваку област одговорности),
- Европска комисија,
- Суд правде Европске уније,
- Европска централна банка и
- Европски финансијски суд.[1]

Институције се разликују од саветодавних тела Европске уније и агенција Европске уније.

## Преглед
| | | |
| Европски савет | Савет Европске уније | Европски парламент |
| Пружа подстицај и смер | Законодавна власт | Законодавна власт |
| Familiefoto europese raad 2011.jpg | European Council (38185339475).jpg | European Parliament Strasbourg Hemicycle - Diliff.jpg |
| Седиште у Бриселу, Белгија. | Седиште у Бриселу, Белгија. Састаје се у Луксембургу, Луксембург у априлу, јуну и октобру. | Састаје се у Стразбуру, Француска и Бриселу, Белгија. Седиште секретаријата у Луксембургу, Луксембург. |
| - самит шефова држава или влада, председника Европског савета и председника Европске комисије. - пружа неопходан политички подстицај за развој Уније и поставља њене опште циљеве и приоритете - не доноси законе | - састављена од двадесет седам националних министара (један по држави) - формално познат као „Савет”; неформално познат као „Савет министара” - делује заједно са Парламентом као законодавно тело - дели са Парламентом буџетску моћ - обезбеђује координацију широке економске и социјалне политике и поставља смернице за Заједничку спољну и безбедносну политику (ЗСБП) - закључује међународне уговоре | - делује заједно са Саветом (Европске уније) као законодавно тело - дели са Саветом (Европске уније) буџетску моћ - врши демократску контролу над институцијама, укључујући и Европску комисију, и одобрава чланове Комисије |

| | | |
| Европска комисија | Суд правде Европске уније | Европска централна банка |
| Извршна власт | Судска власт | Централна банка |
| Belgique - Bruxelles - Schuman - Berlaymont - 01.jpg | Sitzungssaal EuGH.jpg | Seat of the European Central Bank and Frankfurt Skyline at dawn 20150422 1.jpg |
| Седиште у Бриселу, Белгија. Разна одељења и службе смештене у Луксембургу, Луксембург. | Седиште у Луксембург, Луксембург. | Седиште у Франкфурту на Мајни, Немачка. |
| - врши извршну власт - подноси предлоге нових закона Парламенту и Савету (Европске уније) - спроводи политике - управља буџетом - обезбеђује усклађеност са европским правом („чувар уговора”) - преговара о међународним уговорима | - обезбеђује једнообразну примену и тумачење европског права - има моћ да одлучује о правним споровима између држава чланица, институција, предузећа и појединаца | - формира заједно са националним централним банкама Европски систем централних банака и тиме одређује монетарну политику еврозоне - обезбеђује стабилност цена у еврозони контролисањем новчане масе |

|                                      |
| Европски финансијски суд             |
| Ревизорска институција               |
| Europäischer Rechnungshof.jpg        |
| Седиште у Луксембургу, Луксембург.   |
| - проверава правилно извршење буџета |